# Sacará
Sacará ou Sacara (em árabe: سقارة; romaniz.: Saqqara) é um sítio arqueológico do Egito, que funcionou como necrópole da antiga cidade de Mênfis, uma das várias capitais que o Antigo Egito conheceu ao longo da sua história. Situa-se a cerca de trinta quilómetros a sul da moderna cidade do Cairo, apresentando uma área com mais de seis quilómetros de comprimento e um quilómetro e meio de largura. No local encontram-se estruturas funerárias de um período que se estende desde 3 000 a.C. até 950 d.C..
O nome "Sacará" deriva de Socáris, nome de um deus da mitologia egípcia considerado como protector da necrópole e que junto com o deus Ptá e o deus Nefertum formava a tríade (agrupamento de três divindades) de Mênfis. Alternativamente, há também quem procure relacionar este nome com o de uma tribo que ali viveu no passado, os Beni Socar.

## Características

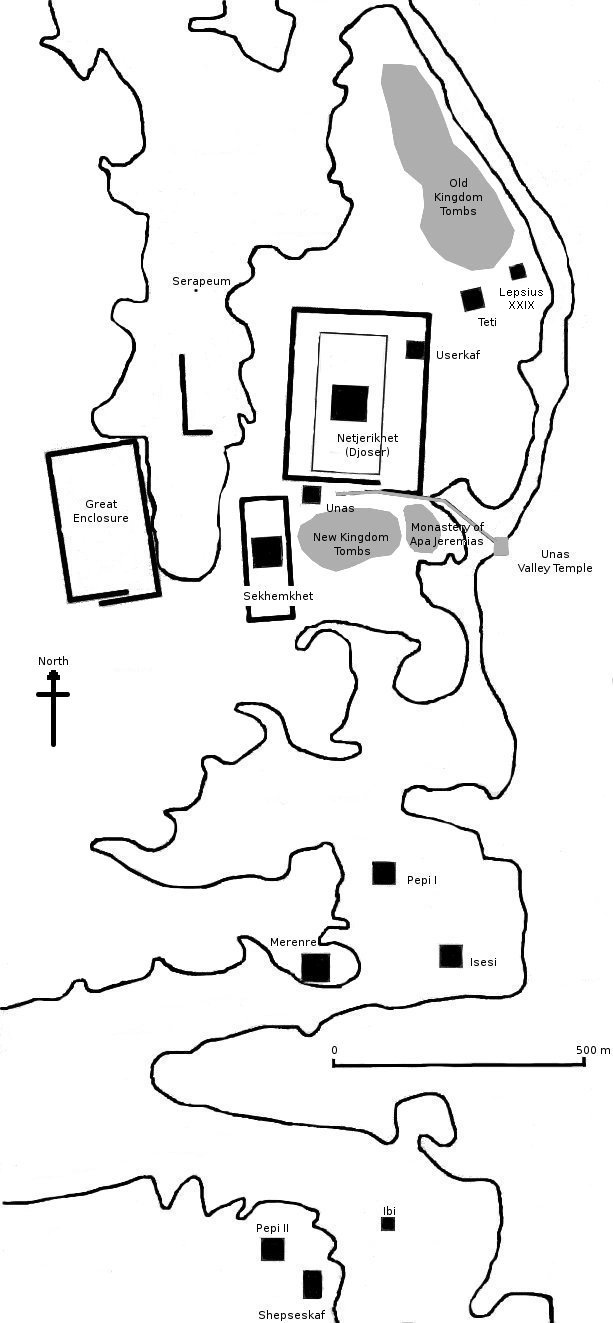
Mapa do complexo

### Túmulos da Época Tinita
Na região norte de Sacará ("Sacará Norte" na linguagem arqueológica) foram descobertos a partir dos anos trinta do século XX um conjunto de túmulos de grande dimensões datados da Época Arcaica ou Tinita (período histórico constituído pela I e II dinastias).
A descoberta destes túmulos gerou certa perplexidade no meio egiptológico, dado que foram considerados como túmulos reais. Na época já se conheciam os túmulos reais da I dinastia em Abidos, tendo sido avançada a hipótese de que em Sacará estariam os verdadeiros túmulos reais e em Abidos uma espécie de cenotáfios. Contudo, hoje em dia considera-se que estes túmulos eram de altos funerários da época.
Os túmulos encontrados correspondem ao tipo mastaba, encontrando-se alinhados no sentido norte-sul. Foram construídos em adobe, apresentando fachadas que imitam a fachada de um palácio real.

### Complexo funerário de Djoser

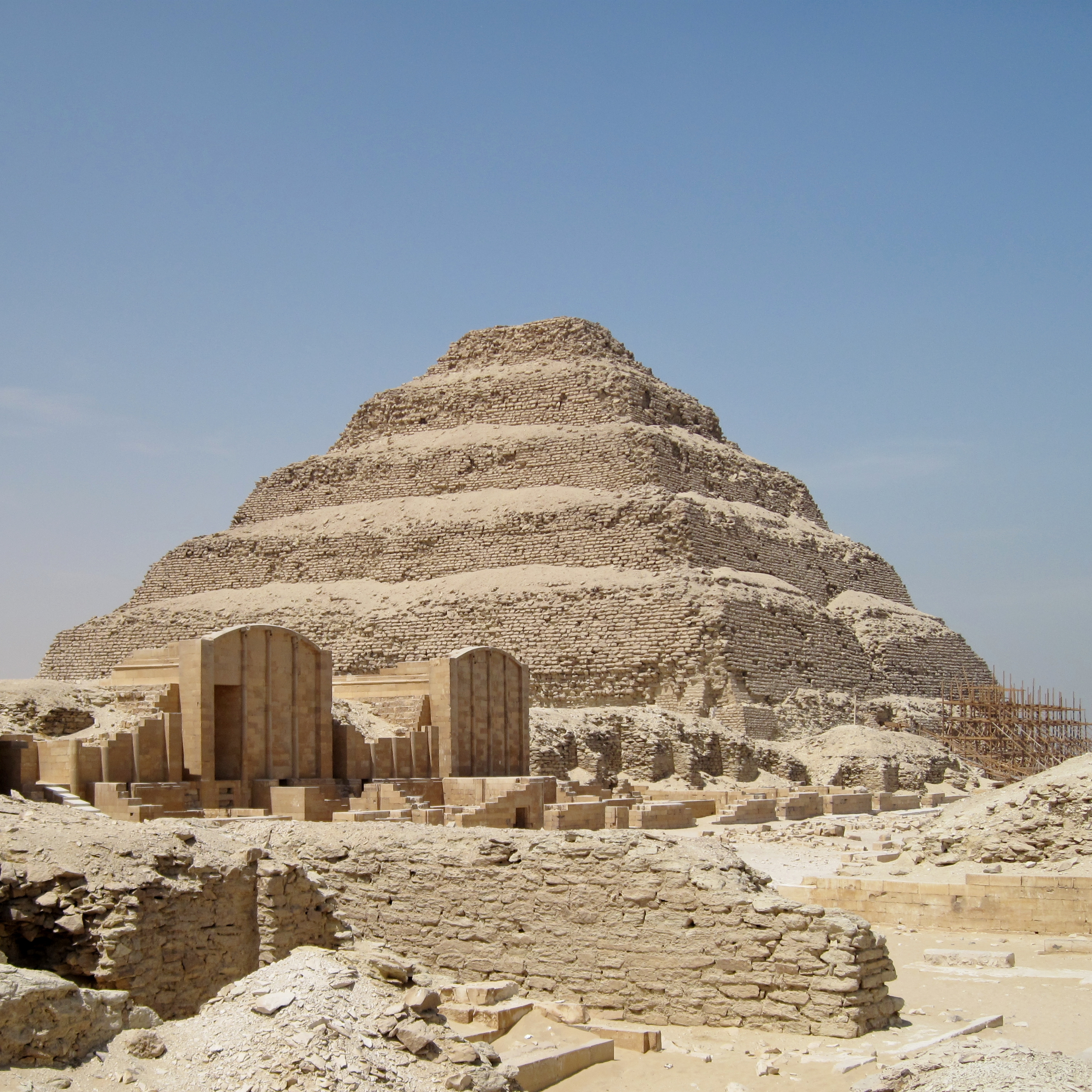
Pirâmide de Djoser

Sacará é conhecida por nela se encontrar o complexo funerário de Djoser, rei da III dinastia egípcia, com a sua conhecida pirâmide em degraus (ou escalonada), embora esta estrutura, data de cerca de 2 630 a.C., não seja verdadeiramente uma pirâmide. O arquitecto do rei, Imotepe, levantou no local uma mastaba quadrangular, sobre a qual se ergueram, numa primeira fase, três andares e depois, mais dois. A estrutura acabou assim por apresentar seis "degraus", atingindo cerca de sessenta metros de altura. A mastaba apresentava o poço funerário habitual cavado no centro. Ao lado deste jazigo encontram-se outros aposentos funerários destinados a familiares do rei, cujas paredes estão cobertas por placas azuis.
O complexo inclui também um pátio ao ar livre, onde se celebrava a festa Sed, através da qual se pretendia renovar a força vital do soberano graças à realização de uma série de rituais. A norte do pátio estão dois edifícios que representam o Alto Egito e o Baixo Egito. Também na zona norte se encontra o serdab, nome árabe que designa uma pequena capela funerária onde se colocava uma estátua do defunto. Ali foi encontrada uma estátua do rei que se encontra hoje no Museu Egípcio do Cairo. O complexo encontra-se rodeado por uma muralha com dez metros de altura, que apresenta catorze portas falsas e uma verdadeira.

### Complexo funerário de Sequemequete
Em Sacará também se encontra o complexo funerário de Sequemequete, o sucessor de Djoser. Situado a sudoeste do complexo de Djoser, este complexo não chegou a ser concluído devido à morte prematura do rei. O núcleo central era uma pirâmide com sete degraus, estando o complexo cercado por uma muralha. Debaixo da câmara funerária (onde se encontrou um sarcófago, mas sem um corpo dentro) existiam também galerias. As semelhanças deste complexo com o do rei Djoser leva alguns investigadores a considerar que ele pode também ter sido concebido por Imotepe.

### Serapeu

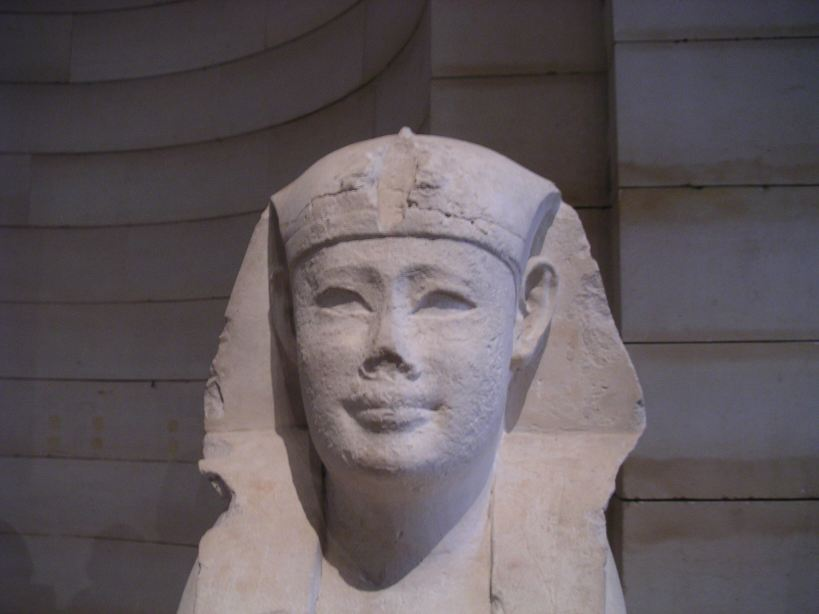
Cabeça de esfinge do Serapeu de Sacará. Época de Nectanebo I

Serapeu é a denominação atribuída a um necrópole a noroeste do complexo de Djoser onde se sepultaram os bois sagrados Ápis em grandes sarcófagos de granito. Esta estrutura, que consiste numa série de galerias subterrâneas, foi descoberta pelo egiptólogo francês Auguste Mariette e foi usada entre o tempo da XVIII dinastia (talvez desde o reinado de Amenófis III) e a era ptolemaica.

### Necrópole de animais sagrados
Na parte norte de Sacará situa-se outra necrópole para animais sagrados, onde se encontraram babuínos, falcões e íbis mumificados; as mães dos touros Ápis foram também sepultadas na área. A partir da Época Baixa (século VII - século III a.C.) verificou-se um crescimento da importância religiosa destes animais, tendo sido construído nesta zona de Sacará templos dedicados ao culto dos animais, acompanhados de estruturas residenciais para os sacerdotes.
Sacará foi também um centro de devoção à deusa Bastet, como revelam as milhares de múmias de gatos que foram encontradas no sítio.

### Mosteiro de Apa Jeremias
No final do século V d.C. foi fundado um mosteiro copta em Sacará por Apa ("pai") Jeremias. À medida que a comunidade cresceu, construíram-se capelas, igrejas e outros edifícios, recorrendo aos materiais que se encontram na zona. O mosteiro deixou de funcionar em meados do século IX.